# 諫早豪雨
諫早豪雨（いさはやごうう）は、1957年7月25日から7月28日にかけて長崎県の諫早市を中心とした地域に発生した大雨（集中豪雨）。この大雨によって生じた災害は「諫早大水害」とも呼ばれている。
以下の記述では、市町村合併によりすでに消滅している自治体もあるが、原則として豪雨発生当時の自治体名で示す。
南高来郡瑞穂村西郷（現・雲仙市）に設置された農林省（当時）の観測所では24時間降水量が1,109mmという驚異的な降水量を記録し、6時間降水量と12時間降水量では日本歴代最高記録を記録している。

## 概要
1957年（昭和32年）7月21日以降、沿海州にあった高気圧が勢力を強めて梅雨前線が南下。梅雨前線は7月24日には関東沖から九州南部を通って黄海南部に至り、25日午前には前線上の黄海南部に低気圧が発生して東に進むとともに前線が北上して活発化した。その後、25日15時には梅雨前線は長崎県中部にほとんど停滞し、その後26日まで前線は停滞しながら雷を伴った記録的豪雨をもたらした。
先述のように南高来郡瑞穂村西郷（現・雲仙市）の農林省（当時）の雨量計では24時間降水量が1,109mmを記録した。一方、ここから南へ約20km離れた島原半島南端の南高来郡口之津町（現・南島原市）では日降水量がわずか86mmで、1000mm以上の差があり、特に25日から26日の大雨は局地性が強かった。なお、当時は集中豪雨の用語はまだ用いられていなかった。
7月25日午後2時に諫早市は諫早水防本部を設置したが、この頃には東部厚生町で床下浸水が発生していた。その後、午後3時には本明川が警戒水位3.50メートルを超えたため非常サイレンが鳴らされた。さらに事態の急迫により、午後6時50分には1回目の避難命令サイレン、午後7時30分には2回目の避難命令サイレンが鳴らされた。
午後8時頃になると本明川上流部で土石流が多発し、午後9時30分頃には本明川で氾濫が発生したため3回目の避難命令サイレンが鳴らされたものの、直後に市内は停電となり通信は途絶した。この大雨で諫早市では2度にわたって本明川が氾濫したが、特に上流での大規模な土石流の発生後に発生した2回目の氾濫では大量の土砂と流木が流入し大きな被害をもたらした。濁流が諫早駅前東永昌町一帯を襲い、四面橋東側上流で破堤して天満町を突き切り、高城神社裏の右岸堤防も破壊された。さらに眼鏡橋は江戸時代の天保年間に洪水に流されない橋として建設された石橋だったが、流木が橋に捕捉され流水の疎通を阻害して被害を拡大させた。
諫早市だけで死者は500人を超え、「消防白書」によると死者586人、行方不明者136人、負傷者3,860人、住家全壊1,564棟、半壊2,802棟、床上浸水24,046棟、床下浸水48,519棟を出した。「諫早大水害30周年記念誌」では死者・行方不明者数を630人（諫早地域539人、森山地域53人、高来地域37人、小長井地域1人）としており、報道でも死者・行方不明者630人とするものがある。
熊本市では日降水量480.5mmを記録し白川大水害時の日降水量411.9mmを上回った。

## 災害からの復興

### 眼鏡橋
眼鏡橋に関しては流木が橋に捕捉され流水の疎通を阻害して被害を拡大させたと指摘され、水害後には爆破して護岸の栗石にすることが決定していた。しかし、当時の野村儀平市長らの働きかけで、1958年に日本の石橋として初めて国の重要文化財に指定、1959年（昭和34年）から1960年にかけて諫早公園への移設工事が行われた。

### 国営諫早湾干拓事業
1989年から工事が始まり、2007年に完工式を行った諫早湾干拓事業の目的のひとつとして諫早豪雨のような大雨による洪水被害からの防災があげられているが、干拓事業による防災効果については賛否があったが、数年に一度氾濫していた本明川の氾濫も減り、高潮被害も無くなり、諫早市民は干拓事業による水面調節効果と水害防止効果を高く評価している。

### 川まつり
大水害後、毎年7月25日には本明川中流域の河川敷などで「諫早万灯川まつり」が開かれている。
21年後に行方不明者の当時4歳の男児の白骨化遺体が市内の公園整備中に堆積土砂の中から発見され水害時の行方不明者とみなされ調査の結果身元が確認されて遺族に引き渡されている